# Louis Ignarro
Louis J. Ignarro es un farmacéutico estadounidense, ganador del premio Nobel.
Nació el 31 de mayo de 1941 en Brooklyn (Nueva York, Estados Unidos).

Estudió Farmacia en la Universidad Columbia y en la de Universidad de Minnesota.

Es doctor en Farmacología por la Universidad de Minnesota.

Tiene una especialidad en Farmacología Química en el National Health Institute.

## Cargos
Ha sido profesor en la Universidad de Tulane y en la Columbia.

Es director del departamento de Farmacología Médica y Molecular, y profesor de Farmacología en la UCLA (Universidad de California en Los Ángeles).

Es fundador y presidente de la Sociedad del Óxido Nítrico.

Posee la categoría académica de mayor rango en el área de Farmacología (Jerome J. Belzer, MD, Distinguished Professor of Pharmacology).

Fue nombrado doctor honoris causa por la Universidad de Bolonia.
Actualmente forma parte del plantel médico de Herbalife

## Premios
- 1994: premio Roussel.
- 1995: premio CIBA para la investigación en hipertensión.
- 1998: premio de la Asociación Estadounidense del Corazón.
- 1999: premio de la Academia de Ciencias de Estados Unidos.
- 1998: Premio Nobel de Fisiología o Medicina, compartido con Ferid Murad y Robert F. Furchgott.[1]

## Trabajo

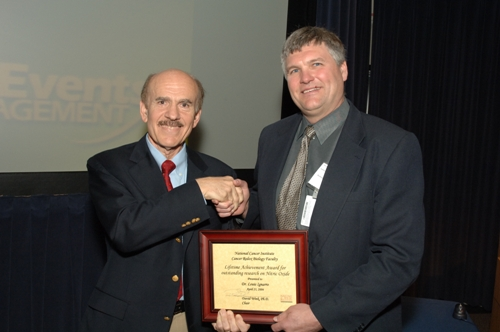
El Dr. Ignarro recibe un premio en el Instituto Nacional del Cáncer (de los NIH, en EE. UU.)

Sus investigaciones se centraron en la búsqueda de la naturaleza química del EDRF (factor de relajación derivado del endotelio).
En 1986 descubrió que el EDRF era idéntico al óxido nítrico.
El óxido nítrico desempeña un importante papel en la regulación de la presión sanguínea.
Produce una relajación de la musculatura lisa vascular.
Esta vasorrelajación provoca vasodilatación arterial y, por consiguiente, una reducción de la resistencia vascular y de la presión arterial.
Este es el principal papel del óxido nítrico endotelial.
Se sabe que en la hipertensión arterial, está deteriorada la producción basal de óxido nítrico.

## Relación con Herbalife
En 1998, Ignarro desarrolló Niteworks, un suplemento dietario que eleva la producción de óxido nítrico, que vendió a Herbalife (empresa estadounidense de venta multinivel).
En el año 2000 Ignarro asumió la presidencia del Consejo Asesor Científico de Herbalife.
Ignarro entregó su producto Niteworks a cambio de un acuerdo por regalías. En los primeros 12 meses, su empresa consultora ganó más de un millón de dólares estadounidenses.
Ignarro también promocionó los ingredientes de Niteworks en un artículo científico que logró publicar (el 8 de junio de 2004) en la prestigiosa revista científica Proceedings of the National Academy of Sciences.